# 미하엘 슐츠
미하엘 슐츠(독일어: Michael Schulz, 1961년 9월 3일, 노르트라인-베스트팔렌 주 비텐 ~)는 독일의 전 프로 축구 선수로, 현역 시절 중앙 수비수로 활약했다. 그는 도르트문트, 베르더 브레멘, 그리고 카이저슬라우테른 소속으로 분데스리가 243번의 경기에 출전해 8골을 기록했다.

## 클럽 경력
슐츠는 비텐 출신이다. 그는 분데스리가에서 거친 수비수로 명성이 자자했다. 그는 현역 시절에 경고를 48번, 퇴장을 2번 받았다. 그는 도르트문트와 베르더 브레멘 시절에 전적인 지지자들의 지지를 받았는데, 그들은 슐츠가 공을 잡을 때마다 계속 "슈우우울츠"(Schuuuuuuuuuulz)라고 연호했다. 전 브레멘 선수인 크리스티안 슐츠나 전 도르트문트인 니코 슐츠, 모두 그와 아무런 관계가 없는 남남이지만, 지지자들은 같은 방식으로 그들을 연호한다. 파니니의 1994년 세계 선수권판 수집 카드에서 그는 "머리로 확고한 지주, 결투의 강자, 긴 투척으로 공포를 부른 선수. 찰스 브론슨형의 거친 모습을 뿜어내는 선수"로 묘사되었다. 미하엘 슐츠는 250번 가량의 서독/독일 1부 리그 경기에 출전했다.

## 국가대표팀 경력
그는 1992년부터 1993년까지 독일 국가대표팀 경기에 7번 출전했다. 그는 앞서 1988년 하계 올림픽에서 서독 선수단 일원으로 참가하기도 했다.

## 은퇴 후 행보
슐츠는 함부르크 연고의 엑스트라타임(Extratime) 스포츠 대행사를 경영한다. 그는 2009년 8월부터 몇몇 독일 텔레비전 채널에서 전문가로 활동했고, 도이체 텔레콤의 리가 토탈 축구 채널 현장 기자로 활동하기도 했다.

## 미하엘 슐츠의 "저주"
슐츠는 당대 최고의 수비수로 손꼽혔지만, 주요 대회 상복이 없었다. 그의 사례에서 특이점이 있다면, 그가 속해 있던 구단들은 모두 그가 "떠난 뒤"에서야 우승을 하면서, 그가 저주받았을 것이라는 의문이 돌았다.
- 카이저슬라우테른 (1987–1989): 카이저슬라우테른 시절, 에프체카(FCK)는 강등권에서 허덕이고 있었다. 슐츠가 떠난 후, 에프체카는 1990년에 DFB-포칼을, 1991년에는 분데스리가를 우승했다.
- 도르트문트 (1989–1994): 슐츠가 베파우베(BVB)에서 활약하던 시절, 보루센은 중위권 구단이었다. 이후, 슐츠는 마티아스 자머와 불화를 겪고 떠났고, 그 후 보루센은 1995년과 1996년에 독일 리그를 연달아 제패하고 1997년에는 챔피언스리그까지 들어올렸다.
- 베르더 브레멘 (1994–1997): 슐츠는 베르더가 2번째 분데스리가 우승과 DFB-포칼을 우승한 시점에 합류했다. 슐츠가 활약하던 시절, 베르더는 무관의 수렁에 빠져 1994년 DFL-슈퍼컵 우승이 전부였다. 그러나, 베르더 브레멘은 1999년에 슐츠가 떠난 후 다시 DFB-포칼을 우승했다.

1997년, 독일 축구 월간지 "키커"는 슐츠가 은퇴를 선언했을때, 그의 기고문 "인제 진짜로"(Mal ehrlich)에서, 브레멘이나 슐츠가 활동을 끝냈으니, 마침내 무언가를 우승할 것이겠지오라는 질문을 받았다. 그의 질문에 "아주 좋은 꿀팁이네요! 저는 언제든 이 쪽에 걸 수 있습니다"라며 징크스를 의식한 답을 했다.

## 수상
도르트문트
- DFL-슈퍼컵: 1989[6]
- UEFA컵 준우승: 1992–93

베르더 브레멘
- DFL-슈퍼컵: 1994[7]

서독 올림픽
- 하계 올림픽: 1988

독일
- 유럽 선수권 대회 준우승: 1992
- 1993년 US컵